# Contactorgaan Moslims en Overheid
Het Contactorgaan Moslims en Overheid (CMO) is een samenwerkingsverband van 380 moskeeën dat de belangen van moslims bij de Nederlandse overheid en politiek behartigt en hiervoor officieel is erkend als gesprekspartner van de overheid.
Na eerdere initiatieven hiertoe in de jaren tachtig en negentig is CMO met haar twaalfjarig bestaan het langst bestaande vertegenwoordigende (contact)orgaan namens de moslimgemeenschap in Nederland. Het aantal van zes moskeekoepels dat CMO in 2001 samen hebben opgericht, is inmiddels verdubbeld tot twaalf lidorganisaties waarbij in totaal zo’n 380 moskeeën (84%) zijn aangesloten. Moslimorganisaties met een diversiteit aan culturele, politieke en religieuze oriëntaties hebben zich in het CMO verenigd.
Vanuit zowel de moslimgemeenschap als de overheid is er behoefte aan een orgaan dat de moslimgemeenschap verenigt en de gemeenschappelijke belangen van moslims waarborgt in politieke en beleidsmatige processen. CMO is een samenwerkingsverband van Nederlandse moskeeorganisaties dat deze gemeenschappelijke verantwoordelijkheid op zich neemt.
Het orgaan is in 2001 opgericht door de Turkse ISN, de Marokkaanse UMMON en de Surinaams-Hindoestaanse WIM, samen met nog drie Turkse organisaties, de TICF die nauw verbonden is met de ISN, en beide Nederlandse afdelingen van Milli Görüs (MGN en NIF).
De Nederlandse Moslimraad (NMR) is voortijdig uit het CMO gestapt en richtte als tegenhanger met nog drie kleine koepelorganistaties de Contact Groep Islam (CGI) op, maar deze is sinds enkele jaren niet meer actief.
Na de oprichting sloten nog twee organisaties zich aan bij het CMO, de Stichting Islamitisch Centrum Nederland SICN, een moskeekoepel van de Süleyman-beweging en de sjiitische OSV, een vereniging die vooral uit Iraakse vluchtelingen bestaat. De OSV zat daarvoor bij de CGI, maar is overgestapt naar het CMO.
In 2009 sloot de Islamitische Vereniging voor Bosniaks (IVBN) zich bij het CMO aan en in 2012 ook de Nederlandse Islamitische Raad (NIR), waarbij ook de eerder genoemde Nederlandse Moslimraad is aangesloten. In 2013 voegden ook het Landelijk Platform Nieuwe Moslims (LPNM) en de Turkse Federatie Nederland (TFN) zich bij het CMO. In 2020 heeft de Raad van Marokkaanse Moskeeën Nederland zich aangesloten bij het CMO. 
Het algemeen bestuur bestaat uit vertegenwoordigers van iedere lidorganisatie. Sinds 2020 bestaat het algemeen bestuur uit Mustafa Bal, Said Bouharrou, Mevlut Unye, Fikri Demirtas, Goksel Soyuguzel, Salih Gursoy, Vedat Ozdal en Edo Hasanovich. Het algemeen bestuur stelt eens in de vier jaar het dagelijks bestuur samen. Sinds 2019 is Muhsin Koktas de voorzitter van het dagelijks bestuur. Eerdere voorzitters waren Halil Karaaslan, Rasit Bal, Yusuf Altuntas, Driss El Boujoufi en Ayhan Tonça. Het dagelijks bestuur voert het door het algemeen bestuur vastgestelde beleid uit.
Het CMO heeft in de loop der tijd verschillende posities bij de overheid verworven. Zo is het CMO erkend gesprekspartner voor kwesties gerelateerd aan moslims en islam bij het Ministerie SoZaWe en het Ministerie van BZK, Zendende Instantie voor Islamitisch Geestelijk Verzorgers in gevangenissen voor het Ministerie van Justitie en Zendende Instantie voor Islamitisch Geestelijk Verzorgers in het leger voor het Ministerie van Defensie. Ook is het CMO Zendende Instantie voor Islamitisch Godsdienstonderwijs op basisscholen voor het Ministerie van OCW en daarnaast is CMO Ondertekenaar van het convenant tot behoud van het 'Onbedwelmd Slachten volgens religieuze riten' voor het Ministerie van ELI. 
Actuele zaken waar CMO zich voor inzet zijn de aparte rubricering van islamofobie door politie en discriminatiebureaus, het faciliteren van een halal-standaardisatieproces voor de Nederlandse markt, het creëren van ruimte voor de ontwikkeling van islamitische jeugd- en pleegzorg en het verbeteren van de beeldvorming van islam en moslims in de Nederlandse samenleving.
CMO maakt tevens deel uit van het CAIRO-overleg van waaruit christenen (Raad van Kerken), joden (Nederlands Israelitisch Kerkgenootschap en Nederlands Verbond voor Progressief Jodendom) en moslims (CMO) zich sterk maken voor gedeelde waarden en belangen in de samenleving.